# Stegna (gmina)
Stegna – gmina wiejska w województwie pomorskim, w powiecie nowodworskim. W latach 1975–1998 gmina położona była w województwie elbląskim.
W skład gminy wchodzi 25 sołectw: Bronowo, Chełmek, Chełmek-Osada, Chorążówka, Drewnica, Dworek-Niedźwiedzica, Głobica, Izbiska, Jantar, Jantar-Leśniczówka, Junoszyno, Mikoszewo, Nowotna, Popowo, Przemysław, Rybina, Stegienka, Stegienka-Osada, Stegna, Stobiec, Świerznica, Tujsk, Wiśniówka, Wybicko, Żuławki.
Siedziba gminy to Stegna.
Według danych z 31 grudnia 2007 gminę zamieszkiwały 9554 osoby. Natomiast według danych z 31 grudnia 2019 roku gminę zamieszkiwało 9749 osób.
W 2013 na terenie gminy oddano do użytku prywatne lądowisko wielofunkcyjne Stegna.

## Struktura powierzchni
Według danych z roku 2005 gmina Stegna ma obszar 169,57 km², w tym:
- użytki rolne: 72%
- użytki leśne: 10%

Gmina stanowi 25,98% powierzchni powiatu.

## Demografia

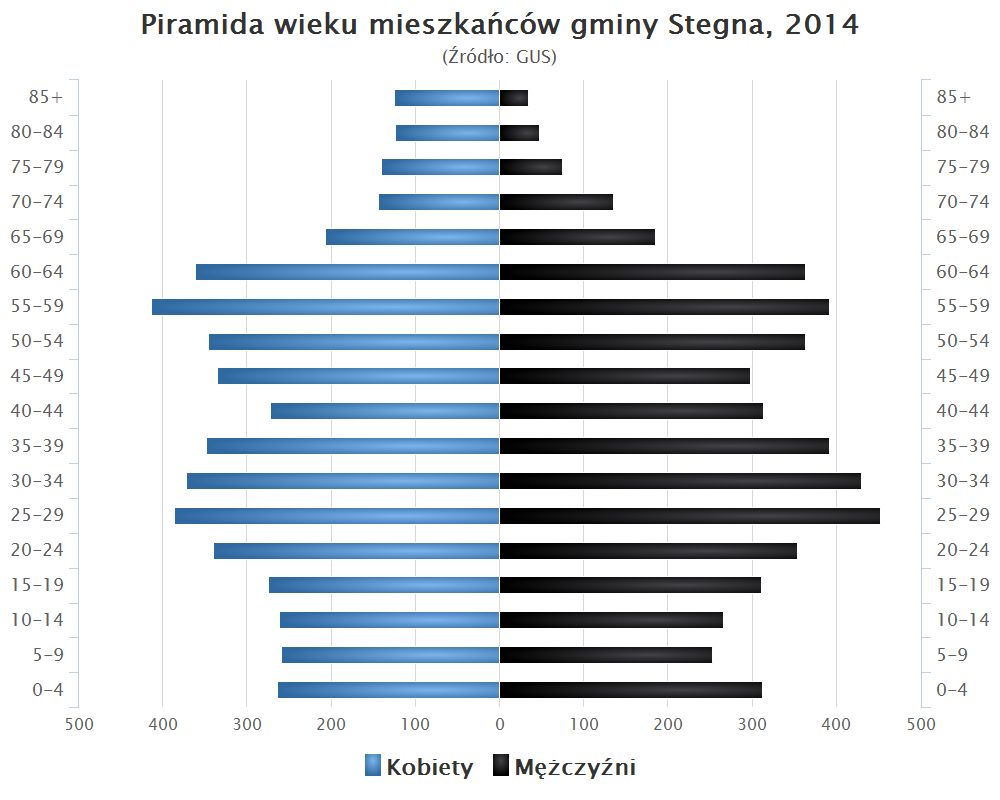
Piramida wieku mieszkańców gminy Stegna w 2014 roku

Dane z 30 czerwca 2004:
| Opis                              | Ogółem | Ogółem | Kobiety | Kobiety | Mężczyźni | Mężczyźni |
| --------------------------------- | ------ | ------ | ------- | ------- | --------- | --------- |
| jednostka                         | osób   | %      | osób    | %       | osób      | %         |
| populacja                         | 9531   | 100    | 4786    | 50,2    | 4745      | 49,8      |
| gęstość zaludnienia (mieszk./km²) | 56,2   | 56,2   | 28,2    | 28,2    | 28        | 28        |

## Pozostałe miejscowości niesołeckie
Broniewo, Książęce Żuławy, Niedźwiedziówka, Stare Babki, Stegienka-Osada, Szkarpawa.

## Ochrona przyrody
- Rezerwat przyrody Mewia Łacha
- Obszar Chronionego Krajobrazu Rzek Szkarpawy i Tugi
- Obszar Natura 2000 Ujście Wisły PLB220004
- Obszar Natura 2000 Ostoja w Ujściu Wisły PLH220044
- Obszar Natura 2000 Dolina Dolnej Wisły PLB040003
- Otulina Parku Krajobrazowego Mierzeja Wiślana
- 7 pomników przyrody[5]
- Morski obszar chroniony MPA nr 302 Ujście Wisły w systemie Bałtyckich Obszarów Chronionych HELCOM[6]

## Sąsiednie gminy
Cedry Wielkie, Gdańsk, Nowy Dwór Gdański, Ostaszewo, gmina Sztutowo. Gmina sąsiaduje z morzem Bałtyckim.